# 红水河大桥 (银百高速)
红水河大桥，又称“银百高速红水河大桥”，位于中国贵州省黔南布依族苗族自治州罗甸县与广西壮族自治区河池市天峨县的交界处，是一座跨越红水河的高速公路斜拉桥。大桥全长956米，是银百高速公路（G69）惠水至罗甸段（惠罗高速）的控制性工程。大桥于2013年8月开工，计划工期36个月，总造价5.4亿元人民币，由贵州高速公路集团有限公司和广西交通投资集团有限公司投资建设，贵州省交通规划勘察设计研究院设计，中铁二院（成都）咨询监理有限责任公司监理，交通运输部公路科学研究所监控，广西路桥工程集团有限公司承建。于2016年11月29日合龙，2020年1月8日正式通车。

## 设计
大桥距罗甸县羊里港码头下游直线距离约6公里，属惠罗高速公路T11合同段，中心里程桩号K113+179，起点桩号K112+666，终点桩号K113+622，桥梁全长956米，桥跨组合（2×20）+213+508+185米，主桥为半漂浮双塔双索面半混合式叠合梁斜拉桥，主跨508米，贵州岸边跨213米、主梁为叠合梁结构，广西岸边跨185米、主梁为预应力混凝土结构，是世界上首座非对称混合式叠合梁斜拉桥；引桥为预应力混凝土箱梁桥；桥塔采用花瓶型主塔，群桩基础；主塔为5号、6号墩，塔高均为195.1米；设计速度80公里/小时，设计荷载等级为公路-Ⅰ级。
大桥主梁为等截面钢－混凝土叠合梁结构，全高2.8米，全宽27.7米。为主纵梁、钢横梁、小纵梁组成的双主梁梁格体系。两道“工”字形断面主纵梁，中心距25.2米，中心高2.81米，顶板厚度为40毫米，底板厚度为80毫米，腹板基本厚度36毫米。全桥共计182道横梁，横梁顺桥向基本间距2.5米，跨中梁高2.8米，采用“工”字形断面，顶板厚24毫米，底板厚28毫米，腹板厚16毫米。
钢梁和锚拉板采用Q370qD钢材，锚拉板与钢主梁连接处的钢主梁上缘局部采用Z向钢，主纵梁、横梁和小纵梁的连接均采用高强螺栓连接。钢主梁和混凝土桥面板之间通过剪力钉连接。主桥钢主梁的边主梁采用等高度“工”字型截面，主要分11.55米和11.25米两种。钢桁梁采用变高度“工”字型截面，梁底水平，梁顶设2%横坡，钢桁梁横向分为3段。贵州岸钢主梁采用顶推施工，预制桥面板采用吊装施工；中跨钢主梁采用整节段（标准段11.55米）缆索吊装施工，预制桥面板亦采用缆索吊装施工；广西岸混凝土主梁采用支架现浇施工。
主塔每个索塔设置上下两道横梁，截面采用矩形截面，塔柱截面在四周倒圆角。斜拉索布置为平面双索面、扇形密索体系，每个索面布置21对平面索。上塔柱为斜拉索锚固区，1号斜拉索锚固于锚块上，其余均采用钢锚梁形式锚固。5号、6号主塔墩采用24×38米矩形承台，厚度为6米，承台上设2.5米高的塔座；承台底各采用24根直径2.8米桩基，桩长分别为60米（5号墩）和50米（6号墩），按嵌岩桩设计。

### 主要工程量
| 项目              | 单位   | 数量     |
| ----------------- | ------ | -------- |
| 斜拉索钢绞线      | 吨     | 1468.244 |
| 钢主梁            | 吨     | 8451.4   |
| 沥青混凝土        | 立方米 | 476.3    |
| 主梁C55混凝土     | 立方米 | 7348.2   |
| 主梁钢绞线        | 吨     | 162.8    |
| 主梁普通钢筋      | 吨     | 924.5    |
| 桥面板C55混凝土   | 立方米 | 7419.8   |
| 桥面板钢绞线      | 吨     | 121.7    |
| 桥面板普通钢筋    | 吨     | 1728.1   |
| 主塔C50混凝土     | 立方米 | 27746.8  |
| 主墩承台C40混凝土 | 立方米 | 10944.0  |
| 盖梁墩身C40混凝土 | 立方米 | 6981.7   |
| 桩基C30混凝土     | 立方米 | 19857.7  |
| 承台C30混凝土     | 立方米 | 2835.0   |
| 片石C25混凝土     | 立方米 | 9408.4   |
| 主塔钢绞线        | 吨     | 131.4    |

## 相關事項條目
- 世界斜張橋列表
- 世界最高橋樑列表
- 中國最高橋樑列表